# Bio (album)
Pour les articles homonymes, voir Bio.
Albums de Chuck Berry
The London Chuck Berry Sessions
(1972) Chuck Berry
(1975)
Singles
1. Bio / Roll 'Em Pete
Sortie : 1973

Bio est un album du guitariste, chanteur et auteur-compositeur américain Chuck Berry sorti en août 1973 chez Chess Records.

## Histoire
Chuck Berry est accompagné par le groupe américain Elephant's Memory (en) sur cinq des sept chansons de l'album.

## Titres

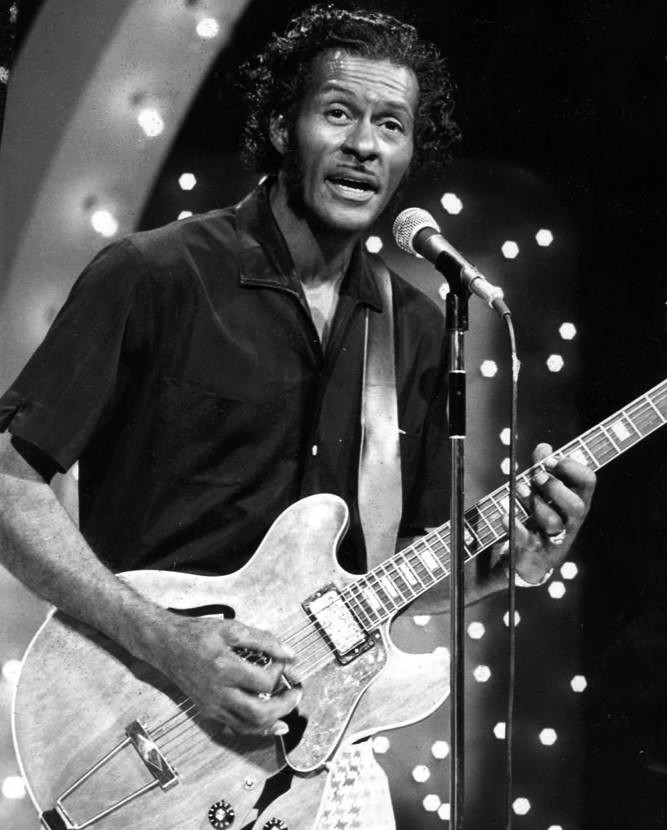
Chuck Berry en 1973.

Toutes les chansons sont écrites et composées par Chuck Berry.

### Face 1
1. Bio – 4:25
2. Hello Little Girl, Goodbye – 3:56
3. Woodpecker – 3:33
4. Rain Eyes – 3:47

### Face 2
1. Aimlessly Driftin' – 5:42
2. Got It and Gone – 4:19
3. Talkin' About My Buddy – 6:56

## Musiciens
- Chuck Berry : chant, guitare, piano
- Wayne Gabriel : guitare
- Gary Van Scyoc : basse
- Adam Ippolito : piano
- Rick Frank : batterie
- Stan Bronstein : saxophone
- Billy Peek (en) : guitare sur Rain Eyes et Got It and Gone
- Greg Edick : basse sur Rain Eyes et Got It and Gone
- Ron Reed : batterie sur Rain Eyes et Got It and Gone